# Constantius II
Constantius II (tiếng Latinh: Flavius Julius Constantius Augustus; Ngày 07 tháng 8, năm 317-3 Tháng một, năm 361), là Hoàng đế La Mã từ năm 337-361. Ông là người con thứ hai của Constantinus I và Fausta, ông lên ngôi với anh trai Constantinus II và em trai Constans khi cha mình qua đời.
Năm 340, anh em Constantius xung đột trên khắp các tỉnh phía tây của đế quốc. Cuộc xung đột để lại kết quả là Constantinus II qua đời và Constans cai trị của phương Tây cho đến khi ông bị lật đổ và ám sát năm 350 bởi kẻ cướp ngôi Magnentius. Không muốn chấp nhận Magnentius là đồng cai trị, Constantius hành quân chống lại ông. Magnentius đã bị đánh bại tại trận Mursa chính và trận Mons Seleukos, ông ta tự sát sau này. Điều này khiến Constantius là vị vua duy nhất của đế quốc.
Các chiến dịch quân sự tiếp theo của ông chống lại các bộ lạc Đức đã thành công: ông đã đánh bại người Alamanni năm 354, và chiến dịch trên sông Danube chống lại người Quadi và Sarmatia năm 357. Tương phản với ở phía đông, cuộc chiến hai thập kỷ cũ chống lại người Sassanids tiếp tục với kết quả khác nhau.
Như một hệ quả của sự khó khăn trong việc quản lý toàn bộ đế chế, Constantius phong cho hai anh em họ của mình lên chức Caesar. Constantius Gallus, người con trai của người chú cùng cha với Constantius, Julius Constantius, được tấn phong năm 351, nhưng đã bị hành quyết ba năm sau đó được cho là tính tàn bạo và tham nhũng của ông. Constantius sau đó tấn phong cho người em cùng cha với Gallus, Julianus, Người duy nhất còn lại của triều đại Constantius và người cuối cùng sẽ kế vị ông, trong năm 355.
Tuy nhiên, những hành động của Julianus khi tuyên bố lên làm Augustus trong năm 360 đã dẫn đến cuộc chiến tranh giữa hai người. Cuối cùng, không bao giờ có một trận đánh bởi vì Constantius đã ngã bệnh và qua đời vào cuối năm 361.

## Thời niên thiếu

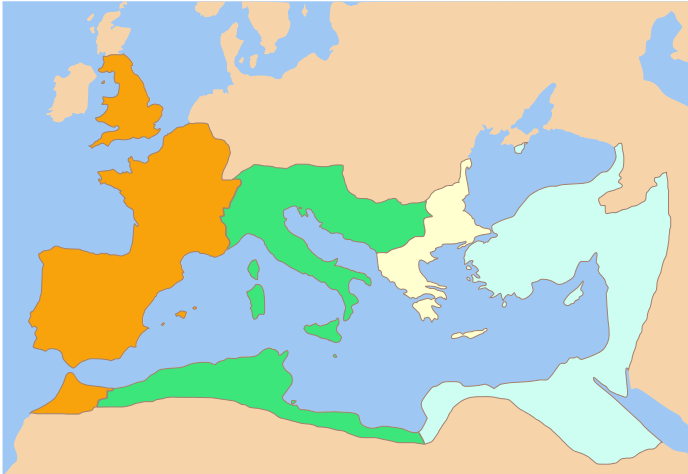
Sự phân chia đế quốc La Mã bởi các ceasar do Constantinus Đại đế phong lần lượt từ Tây sang Đông: Constantinus II, Constans I, Dalmatius và Constantius II. Sau cái chết của Constantinus I, đây là sự phân chia trên thực tế của của đế quốc La Mã cho đến khi Dalmatius bị giết chết và phần lãnh thổ của ông được chia giữa Constans I và Constantius II.

Constantius sinh năm 317 tại Sirmium, Pannonia. Ông là con trai thứ ba của Constantinius Đại đế, và là thứ hai của Fausta người vợ thứ hai của ông ta, con gái của Maximianus. Constantius đã được phong làm Caesar bởi cha ông vào ngày 13 tháng 11 năm 324.
Khi cha ông qua đời ở Constantinopolis vào ngày 22 Tháng Năm năm 337, Constantius là người con trai gần nhất của ông đến thành phố đó. Mặc dù đang tiến hành chiến dịch tại các tỉnh miền Đông, ông ngay lập tức quay trở lại thành phố để giám sát đám tang của cha mình.
Vai trò của Constantius trong vụ thảm sát người thân của ông vốn là hậu duệ của những cuộc hôn nhân thứ hai của ông nội Constantius Chlorus và Theodora là không rõ ràng  Eutropius, khi viết về giai đoạn giữa năm 350 và 370, viết rằng Constantius chỉ xử phạt "những việc làm, hơn là chỉ đạo nó " Tuy nhiên, Eutropius là thù địch với Constantius -. ông là một người bạn của Julianus - Người em họ của Constantius và cuối cùng là kẻ thù của ông. Constantius, anh trai ông Constantinius II, em trai của ông Constans, và ba người anh em họ Gallus, Julian và Nepotianus là những hậu duệ còn sót lại của Constantinus Đại đế.
Tại Hội nghị tại Sirmium không lâu sau vụ thảm sát, ba anh em tiếp tục phân chia đế chế La Mã trong số họ, theo ý muốn của người cha. Constantius nhận được các tỉnh miền đông, trong đó có Ai Cập, Syria, Thrace, và Tiểu Á. Constantinius II nhận được Britannia, Gaul, Hispania, và Mauretania. Constans, mặc dù ban đầu dưới sự giám sát của Constantinius II, đã nhận được Ý, châu Phi, Illyricum, Pannonia, Macedonia, và Achaea.

## Cai trị phía đông

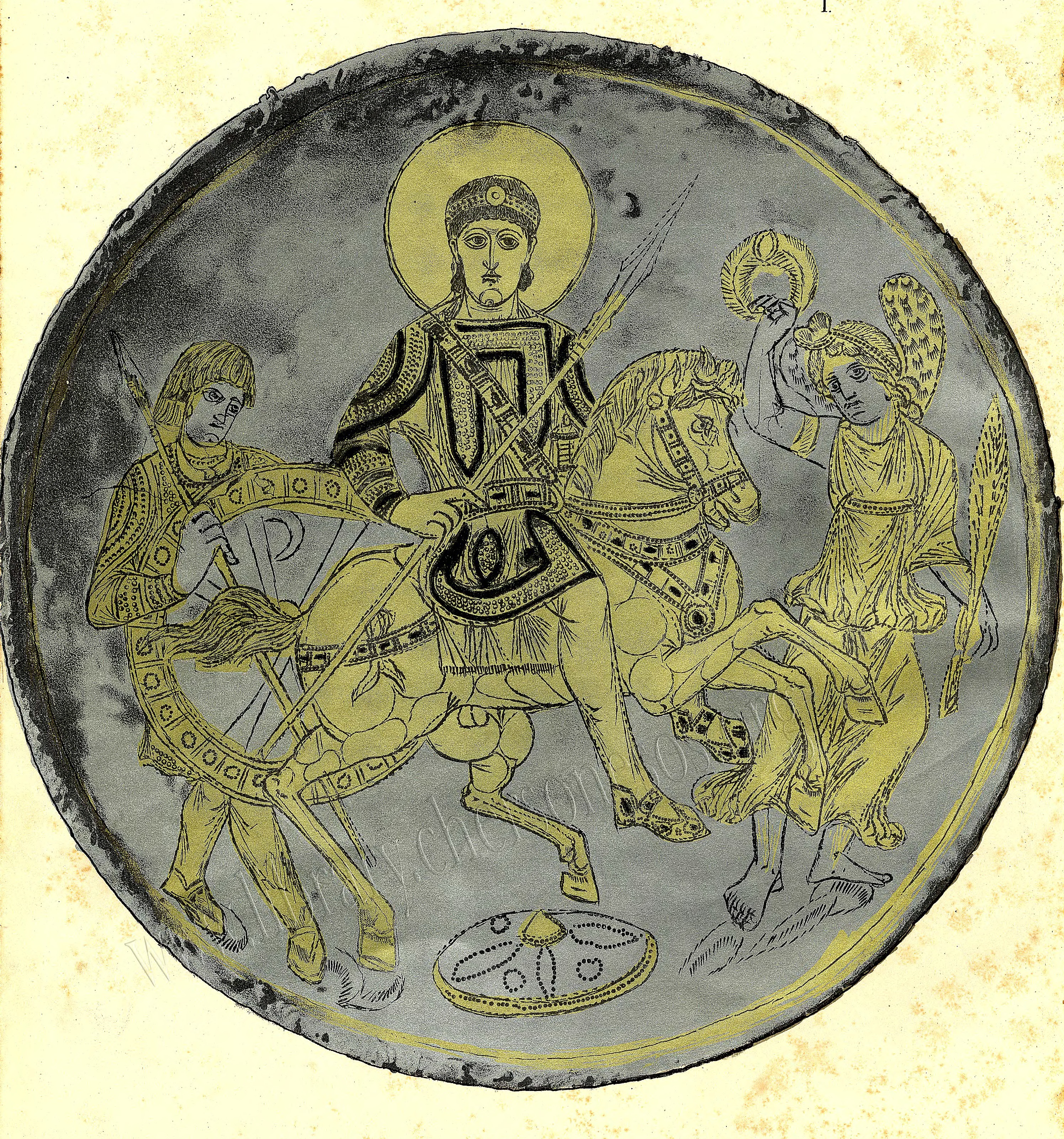
Missorium (đĩa bạc hoàng gia) từ Kerch mô tả Constantius II đang cầm giáo trên lưng ngựa chiến. Hộ tống ông là các thành viên thuộc đội cận vệ cùng với các biểu tượng chiến thắng.

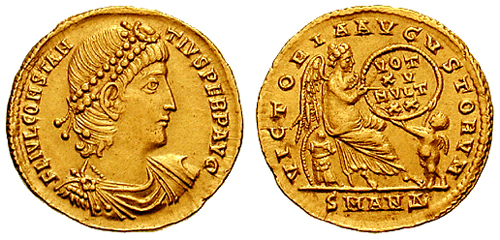
Đồng xu của Constantius II khi kỉ niệm 15 năm cai trị.

Có ít thông tin về những năm đầu của triều đại Constantius ở các tỉnh phía đông. Ông đã dành hầu hết thời gian bảo vệ biên giới phía đông chống lại cuộc xâm lược của đế quốc Sassanid hiếu chiến dưới thời vua Shapur II. Những mâu thuẫn chủ yếu giới hạn ở những cuộc bao vây của Sassanid nhằm vào những pháo đài chính của La Mã ở Lưỡng Hà, bao gồm Nisibis (Nusaybin), Singara, và Amida (Diyarbakir). Mặc dù Shapur dường như có được chiến thắng trong hầu hết các cuộc đối đầu, người Sassanids đã có thể giành được rất ít. Tuy nhiên, người La Mã đã giành một chiến thắng quyết định trong trận Narasara, giết chết anh trai của Shapur, Narses. Cuối cùng, Constantius đã có thể đẩy lùi cuộc xâm lược, Shapur không giành được bất kỳ lợi ích đáng kể nào Trong khi đó, anh trai của ông Constantinus mong muốn giữ lại quyền kiểm soát lãnh thổ của Constans- dẫn đến việc hai anh em Constantius tham gia vào cuộc nội chiến. Constantinus đã bị giết chết trong năm 340 gần Aquileia trong một cuộc phục kích Kết quả là, Constans nắm quyền kiểm soát lãnh thổ của anh trai đã chết của mình và trở thành người duy nhất cai trị hai phần ba phương Tây của đế quốc. Sự phân chia kéo dài cho đến năm 350, khi Constans đã bị ám sát bởi lực lượng trung thành với kẻ cướp ngôi Magnentius.

## Cuộc chiến với Magnentius

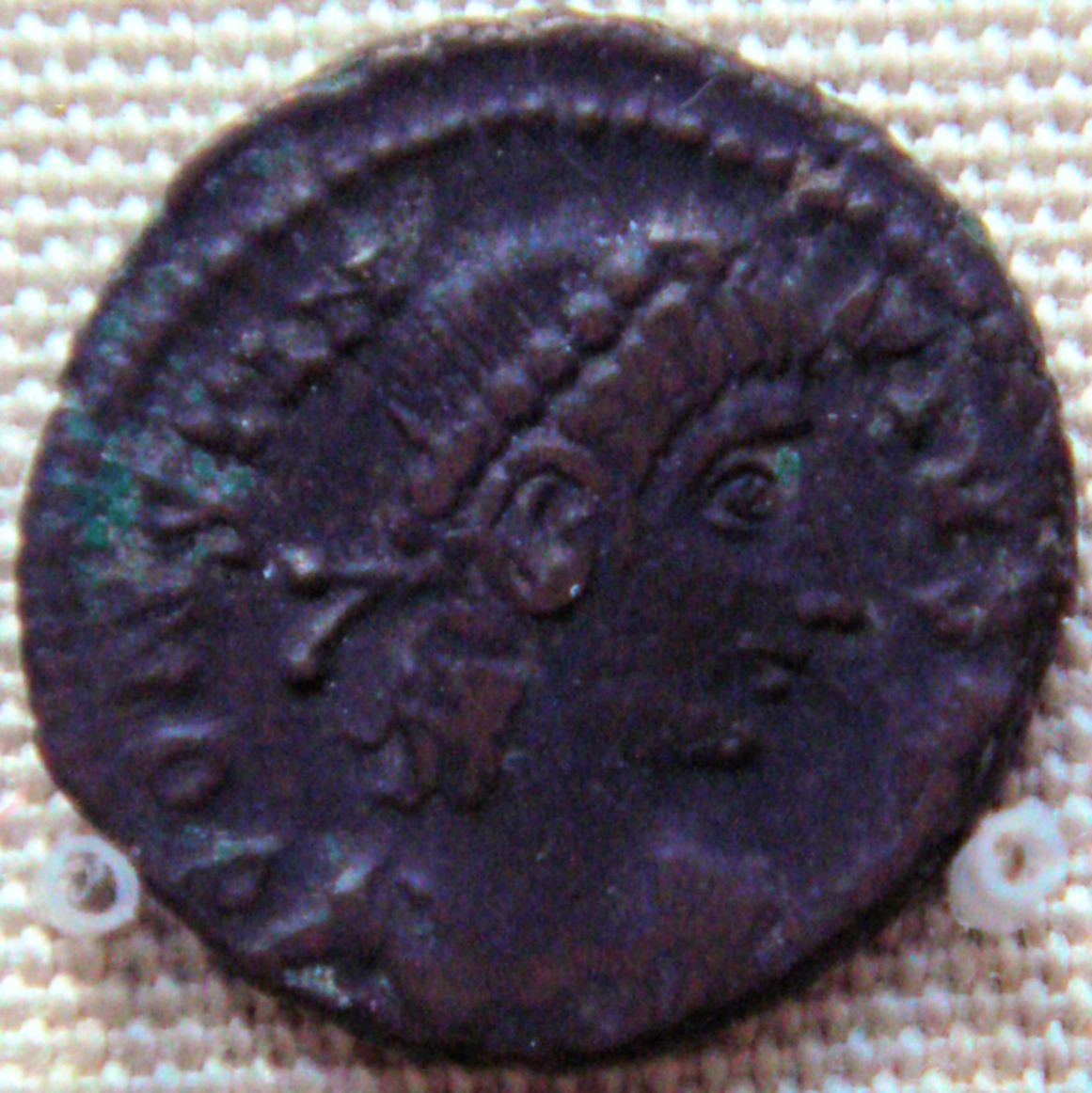
Xu bằng đồng cuả Constantius II (337-361) được tìm thấy tại Karghalik, nay thuộc Trung Quốc.

Sự tồn tại của nhà nước mới này là không thể chấp nhận được với Constantius, người cảm thấy rằng mình là con trai duy nhất còn sống của Constantinus Đại đế, vị trí của hoàng đế chỉ dành duy nhất cho bản thân mình . Ông đã quyết định viễn chinh về phía tây đế quốc để chống lại kẻ cướp ngôi này.

## Tổ tiên
|  |                        |  |  |  |  |  |  |  |  |  |  |  |  |  |  |  |
|  | 4. Constantius Chlorus |  |  |  |  |  |  |  |  |  |  |  |  |  |  |  |
|  |                        |  |  |  |  |  |  |  |  |  |  |  |  |  |  |  |
|  |                        |  |  |  |  |  |  |  |  |  |  |  |  |  |  |  |
|  | 2. Constantinus I      |  |  |  |  |  |  |  |  |  |  |  |  |  |  |  |
|  |                        |  |  |  |  |  |  |  |  |  |  |  |  |  |  |  |
|  |                        |  |  |  |  |  |  |  |  |  |  |  |  |  |  |  |
|  | 5. Helena              |  |  |  |  |  |  |  |  |  |  |  |  |  |  |  |
|  |                        |  |  |  |  |  |  |  |  |  |  |  |  |  |  |  |
|  |                        |  |  |  |  |  |  |  |  |  |  |  |  |  |  |  |
|  | 1.Constantius II       |  |  |  |  |  |  |  |  |  |  |  |  |  |  |  |
|  |                        |  |  |  |  |  |  |  |  |  |  |  |  |  |  |  |
|  |                        |  |  |  |  |  |  |  |  |  |  |  |  |  |  |  |
|  | 6. Maximianus          |  |  |  |  |  |  |  |  |  |  |  |  |  |  |  |
|  |                        |  |  |  |  |  |  |  |  |  |  |  |  |  |  |  |
|  |                        |  |  |  |  |  |  |  |  |  |  |  |  |  |  |  |
|  | 3. Fausta              |  |  |  |  |  |  |  |  |  |  |  |  |  |  |  |
|  |                        |  |  |  |  |  |  |  |  |  |  |  |  |  |  |  |
|  |                        |  |  |  |  |  |  |  |  |  |  |  |  |  |  |  |
|  | 7. Eutropia            |  |  |  |  |  |  |  |  |  |  |  |  |  |  |  |
|  |                        |  |  |  |  |  |  |  |  |  |  |  |  |  |  |  |
|  |                        |  |  |  |  |  |  |  |  |  |  |  |  |  |  |  |